# Wyprawa na Mahdijję (1087)
Wyprawa na Mahdijję miała miejsce w sierpniu 1087 roku. Była to zorganizowana ekspedycja militarna kupieckich miast Italii, wymierzona przeciwko muzułmańskim piratom z Mahdijji. Twierdza ta znajdowała się wówczas na terytorium Zirydów, islamskiej dynastii pochodzenia berberskiego, która rządziła zachodnimi ziemiami Północnej Afryki. Samo miasto było jednak pod kontrolą władców z Banu Tamim, jednego z największych i najznaczniejszych arabskich plemion, którzy uczynili z niego bazę dla piratów najeżdżających wybrzeża Italii.
Powtarzające się zbrojne rajdy piratów wywołały zdecydowaną reakcję miast italskich, zwłaszcza Pizy i Genui. Gospodarka tych miast była oparta na handlu i transporcie morskim, traciły zatem najwięcej na działalności berberyjskich piratów. Dążyły poza tym do zdobycia kontroli nad jak największą liczbą szlaków handlowych i często zbrojnie angażowały się po stronie władców, gotowych przyznać im specjalne przywileje w zamian za wsparcie floty (przykładem może być pomoc jakiej niektóre miasta italskie udzielały Normanom w kampaniach na Sycylii).
W wyprawie wziął również udział Pantaleon z Amalfi, kupieckiego miasta znajdującego się pod dominacją Normanów. Na czele wyprawy stanął Hugo z Pizy, choć nie jest do końca pewne, gdyż główne źródło opisujące losy wyprawy – Carmen in victoriam Pisanorum – powstało w tym właśnie mieście i z tego powodu może nie być obiektywne. Wyprawa uzyskała nie tylko poparcie Matyldy Toskańskiej, ale i papieża Wiktora III, który udzielił jej uczestnikom specjalnego odpustu.
Atak na Mahdijję zakończył się zdecydowanym zwycięstwem Włochów, miasto, mimo silnych obwarowań, zostało zdobyte i złupione. Nie udało się go jednak utrzymać. Sama wyprawa nie miało wielkiego znaczenia strategicznego i nie zmieniała znacząco układu sił w zachodniej części basenu Morza Śródziemnego. Miała jednak duże znaczenie psychologiczne – berberyjscy piraci, postrach ludności żyjącej na wybrzeżach współczesnych Francji, Włoch i Hiszpanii, mógł zostać pokonany i rozbity. Wyprawa była też zapowiedzią wzrostu znaczenia kupieckich miast Italii, które w przyszłości niemal całkowicie przejmą kontrolę nad handlem na Morzu Śródziemnym. Wyprawa stanowiła także znak czasów – błogosławieństwo Stolicy Apostolskiej skłania wielu historyków do wniosku iż była to zapowiedź pojawienia się w chrześcijańskiej Europie ruchu krzyżowego.